# Санман (Индијана)
Санман (енгл. Sunman) град је у америчкој савезној држави Индијана.

## Демографија
По попису из 2010. године број становника је 1.049, што је 244 (30,3%) становника више него 2000. године.
| Група             | 2000.       | 2010.       |
| Белци             | 753 (93,5%) | 939 (89,5%) |
| Афроамериканци    | 0 (0,0%)    | 6 (0,6%)    |
| Азијати           | 0 (0,0%)    | 2 (0,2%)    |
| Хиспаноамериканци | 48 (6,0%)   | 83 (7,9%)   |
| Укупно            | 805         | 1.049       |